# Speedski-Weltmeisterschaften 2003
Die Speedski-Weltmeisterschaften 2003 (FIS Speedskiing World Championships) wurden vom 26. bis 29. März 2003 im finnischen Salla ausgetragen.

## Teilnehmer
| Europa (7 Länder)                               | Europa (7 Länder)                             | Europa (7 Länder) |
| ----------------------------------------------- | --------------------------------------------- | ----------------- |
| - Finnland - Frankreich - Italien - Niederlande | - Schweden - Schweiz - Vereinigtes Königreich |                   |
| Amerika (1 Land)                                |                                               |                   |
| - Vereinigte Staaten                            |                                               |                   |
| Asien (1 Land)                                  |                                               |                   |
| - Japan                                         |                                               |                   |
| Ozeanien (1 Land)                               |                                               |                   |
| - Neuseeland                                    |                                               |                   |

## Streckendaten
| Streckenname               | Arskan Rinne |
| Koordinaten                | ?            |
| Seehöhe Start              | 446 m        |
| Seehöhe Ziel               | 249 m        |
| Höhendifferenz             | 197 m        |
| Streckenlänge              | 590 m        |
| Durchschnittliches Gefälle | ?            |

## Medaillenspiegel

### Nationen
| Platz | Land                   | Gold | Silber | Bronze | Gesamt |
| ----- | ---------------------- | ---- | ------ | ------ | ------ |
| 1     | Finnland               | 2    | 0      | 1      | 3      |
| 2     | Vereinigte Staaten     | 0    | 2      | 0      | 2      |
| 3     | Vereinigtes Königreich | 0    | 0      | 1      | 1      |

### Sportler
| Platz | Sportler(in)     | Land | Gold | Silber | Bronze | Gesamt |
| ----- | ---------------- | ---- | ---- | ------ | ------ | ------ |
| 1     | Jukka Viitasaari | FIN  | 1    | 0      | 0      | 1      |
|       | Jaana Vitasaari  | FIN  | 1    | 0      | 0      | 1      |
| 3     | Tracie Sachs     | USA  | 0    | 1      | 0      | 1      |
|       | John Hembel      | USA  | 0    | 1      | 0      | 1      |
| 5     | Kati Metsapelto  | FIN  | 0    | 0      | 1      | 1      |
|       | Marc Poncin      | GBR  | 0    | 0      | 1      | 1      |

## Ergebnisse

### Männer
| Platz | Sportler         | Speed (km/h) |
| ----- | ---------------- | ------------ |
| 1     | Jukka Viitasaari | 167.91       |
| 2     | John Hembel      | 167.11       |
| 3     | Marc Poncin      | 166.86       |
| 4     | Roger Wickman    | 166.76       |
| 5     | Nigel Brockton   | 166.72       |
| 6     | Matias Hautala   | 165.96       |
| 7     | Niko Isoniemi    | 165.73       |
| 8     | Jyriki Jokipii   | 165.34       |
| 9     | Cerase Pedrazzo  | 165.28       |
| 10    | Millar Reid      | 165.17       |

### Damen
| Platz | Sportler            | Speed (km/h) |
| ----- | ------------------- | ------------ |
| 1     | Jaana Vitasaari     | 164.60       |
| 2     | Tracie Sachs        | 162.01       |
| 3     | Kati Metsapelto     | 161.12       |
| 4     | Virve Makela        | 160.06       |
| 5     | Sanna Tidstrand     | 159.33       |
| 6     | Linda Baggenski     | 159.33       |
| 7     | Hannamiina Tanninen | 158.65       |
| 8     | Elena Banfo         | 157.30       |
| 9     | Bruzaud Anais       | 156.78       |
| 10    | Kaori Tamura        | 154.74       |
| 11    | Karine Godel        | 151.86       |